# Юрий II
Юрий II Всеволодович (на руски: Юрий II Всеволодович) е велик княз на Владимир-Суздал (1212 – 1216 и 1218 – 1238), при чието управление държавата претърпява първото съкрушително поражение от Монголската империя.

## Живот
Юрий е трети син на Всеволод III Голямото гнездо, който се отличава за пръв път в похода срещу Рязан през 1207. Желанието на баща му е Юрий да наследи Ростов, а по-големият му син Константин да го наследи като велик княз във Владимир. Константин не се съгласява с това и Всеволод го лишава от наследство и завещава трона на Юрий.
След смъртта на Всеволод Константин сключва съюз с новгородския княз Мстислав Храбри и побеждава Юрий и братята си в битката при река Липица. Юрий е изпратен в граничната крепост Городец. Две години по-късно Константин умира и Юрий отново заема трона във Владимир. Той води няколко войни с Волжка България, по време на които основава Нижни Новгород.. През 1219 г. волжките българи му принасят дарове и го склоняват на мирен договор
При първия разузнавателен поход на монголите в степните области на Източна Европа князете от южните части на Киевска Рус се обединяват и сключват съюз с куманите, за да ги спрат. Юрий, въпреки че е най-силният руски княз, изпраща малка военна част, която закъснява и не взема участие в битката при река Калка, където монголите удържат победа.
През 1237 монголите организират голям поход на запад, ръководен от Бату хан и Субетей багатур. Юрий се отнася пренебрежително с техните пратеници, изпратени да преговарят с него. За разлика от предишния поход, възползвайки се от студеното зимно време, което улеснява движението през блатистите области, монголите се насочват на север.
Когато монголите нападат Рязан, Юрий отказва да изпрати помощ на града и предпочита да се укрепи във владенията си. Въпреки това, малко по-късно те превземат Владимир и Юрий едва успява да избяга в Ярославъл. Съпругата му Агата, заедно с цялото му семейство, загива при опожаряването на града. Самият Юрий е убит в битката при река Сит на 4 март 1238, когато монголите нанасят окончателно поражение на войските на Владимир-Суздал.